# Gavin Gunning
Pour les articles homonymes, voir Gunning.
Gavin Jude Gunning est un footballeur irlandais né le 26 janvier 1991 à Dublin. 
Il joue au poste de défenseur dans le club de Gloucester City. Il a joué avec l'équipe d'Irlande espoirs.

## Biographie
Il joue deux matchs en Ligue Europa avec le club de Dundee United.
Le 5 janvier 2017, il rejoint Grimsby.
Le 28 juillet 2017, il est prêté à Port Vale.

## Palmarès

### Personnel
- Membre de l'équipe-type de Scottish Premier League en 2012